# Heilig-Geist-Spital (Münstermaifeld)
Das Heilig-Geist-Spital in Münstermaifeld ist eine ehemalige Einrichtung zur Aufnahme von Kranken und Armen. Eine erste urkundliche Erwähnung ist mit dem 10. November 1309 datiert.

## Geschichte
Die Synoden zu Aachen in den Jahren 817 und 836 machten den damaligen Kanonikerstiften die Auflage, Hospitäler zur Aufnahme von Armen und Kranken zu unterhalten. So hängt die Entstehung des erstmals 1309 erwähnten Heilig-Geist-Spitals sicherlich mit der Entwicklung des Stiftes Münstermaifeld zusammen.
Es muss jedoch bereits vor der ersten Erwähnung von der Existenz eines Hospitals ausgegangen werden. „Es ist keineswegs davon anzunehmen, dass das angesehene und durch reiche Spenden von Bischöfen, Rittern, Kanonikern des Stifts, Opfer der vielen Pilger, die nach Münster kamen, sicherlich recht begüterte Stift zu Münstermaifeld dieser Anordnung nicht nachgekommen ist; im Gegenteil muß die Existenz eines Hospitals zur damaligen Zeit als sicher angenommen werden“. Über die Kanonikerspitäler ist bekannt, dass sie im Westen der Stiftskirche lagen, vielleicht um den zur Kirche gehenden Gelegenheit zur Spende zu geben. Zwei Provisoren verwalteten das damalige Hospital, von denen der eine der Stiftsdechant und der andere ein Vertreter der weltlichen Behörde war. Seit 1799 trat an ihre Stelle eine Hospitalskommission. Erstgenannter Inhaber der städtischen Pfründe wird urkundlich Priester Heinrich de Vilis genannt (25. Juli 1310). 
Chronist Büchel berichtet für das Jahr 1760 vom Bau eines neuen Hospitalhofhauses hinter dem Heilig-Geist-Spital. Durch Kriegswirren wurde das Spital 1792/93 stark beschädigt und diente den französischen Truppen zeitweise als Versorgungslager. Letztlich wurde 1880 der Altar und die religiösen Bilder entfernt und die Kapelle als Holzlager benutzt. In der heutigen Frankenstraße in Münstermaifeld wurde 1832 nach den Plänen des Koblenzer Baumeisters Johann Claudius von Lassaulx 1832 ein neues Hospital errichtet. 1834 erwarb die Gemeinde die Kapelle des Hospitals und erbaute daneben eine Lehrerdienstwohnung. Am 3. Oktober 1836 wurde das ehemalige Hospital für damals 225 Reichstaler gekauft. Die dort errichtete Heilig-Geist-Schule wurde dann 1880 aufgelöst.
1896 ging das Spital in Privatbesitz über, und der neue Inhaber nahm umfangreiche Umbauten vor. Vom 16. Dezember 1940 bis zum 9. Januar 1942 wird die Stadt Besitzer, danach wird der Kreis Mayen-Koblenz als Eigentümer genannt. Von 1935 bis 1950 befand sich im Spital eine ländliche Berufsschule für Mädchen, die Lehrküche wurde bis 1970 von der Volkshochschule genutzt.
Seit 1993 ist das Spital wieder in Privatbesitz.

## Architektur
Beim Spital handelt es sich um einen rechteckigen Bau von ehemals 7 Achsen, von dem heute an der Südseite der gotische Giebel und an der Ostseite das tief heruntergezogene Dach und ein Teil der Mauer auf den alten Bau schließen lassen. Sowohl von der Giebel- als auch der Westseite her, war die vermutlich quadratische Kapelle zugänglich.
Im ehemaligen Kapellenbereich wurde der Bau mehrmals stark geändert. Zuletzt durch Einbringen eines zweiten Geschosses.
Das später an das Spital angeschlossene Hofhaus und Hofgarten waren durch ein balkengedecktes Hoftor mit schmalem Dach (fränkisches Hoftor) erreichbar. Das noch vorhandene Hoftor ist von schlichter barocker Art.